# Jezioro Kiełpińskie (Garb Lubawski)
Jezioro Kiełpińskie – jezioro położone na zachodnim skraju Garbu Lubawskiego w pobliżu wsi Kiełpiny i Rynek, jest wąskie i wydłużone, os jeziora przebiega z północnego zachodu na południowy wschód.
Powierzchnia jeziora wynosi 60,80 ha. Jest jednym z niewielu jezior, całkowicie otoczonych lasami, porastającymi stromo opadające brzegi akwenu. Pod względem wędkarskim występują w nim ryby takie jak: okoń, krąp, leszcz, płoć, lin, szczupak. Do niedawna występowały w nim także raki. Wokół jeziora biegnie szlak turystyczny, a w miejscowości Rynek znajduje się ośrodek wypoczynkowy.